# METTL21C
METTL21C (англ. Methyltransferase like 21C) – білок, який кодується однойменним геном, розташованим у людей на 13-й хромосомі. Довжина поліпептидного ланцюга білка становить 264 амінокислот, а молекулярна маса — 29 565.
| 10         |  | 20         |  | 30         |  | 40         |  | 50         |
| ---------- |  | ---------- |  | ---------- |  | ---------- |  | ---------- |
| MDVCLSSAQQ |  | PGRRGEGLSS |  | PGGWLEAEKK |  | GAPQKDSTGG |  | VLEESNKIEP |
| SLHSLQKFVP |  | TDYASYTQEH |  | YRFAGKEIVI |  | QESIESYGAV |  | VWPGAMALCQ |
| YLEEHAEELN |  | FQDAKILEIG |  | AGPGLVSIVA |  | SILGAQVTAT |  | DLPDVLGNLQ |
| YNLLKNTLQC |  | TAHLPEVKEL |  | VWGEDLDKNF |  | PKSAFYYDYV |  | LASDVVYHHY |
| FLDKLLTTMV |  | YLSQPGTVLL |  | WANKFRFSTD |  | YEFLDKFKQV |  | FDTTLLAEYP |
| ESSVKLFKGI |  | LKWD       |  |            |  |            |  |            |

A: Аланін

C: Цистеїн

D: Аспарагінова кислота

E: Глутамінова кислота

F: Фенілаланін

G: Гліцин

H: Гістидин

I: Ізолейцин

K: Лізин

L: Лейцин

M: Метіонін

N: Аспарагін

P: Пролін

Q: Глутамін

R: Аргінін

S: Серин

T: Треонін

V: Валін

W: Триптофан

Кодований геном білок за функціями належить до трансфераз, метилтрансфераз. 
Білок має сайт для зв'язування з S-аденозил-L-метіоніном. 
Локалізований у ядрі.